# أدابالين/بيروكسيد البنزويل
أدابالين/بيروكسيد البنزويل (بالإنجليزية: Adapalene/benzoyl peroxide)‏ هو مزيج دوائي يتكون من أدابالين وبيروكسيد البنزويل يوصف لعلاج حب الشباب، سوّق من قبل تحت الاسم التجاري Epiduo) Tactuo في كندا).

## التركيب
أدابالين (0.1%) + بنزويل بيروكسيد (2.5%) كمرهم موضعي.

## التداخلات
ينصح المرضى بالحذر عند مشاكته مع المستحضرات الجلدية الحاوية على الكبريت أو ريزورسينول أوحمض الصفصاف أو مزيلات الأوساخ والمنظفات الجلدية. كما يجب تجنب الأدوية الحاوية على مستويات عالية من الكحول أو المواد القابضة. يمكن أن يزيد التهيج عند استعماله مع مستحضرات موضعية تسبب جفاف شديد.

## الآثار الجانبية
تتضمن عادةً:
- التهاب جلدي (حمامي) Erythema
- Scaling
- جفاف الجلد
- التهاب جلد تماسي
- تهيج البشرة
- وخز
- حرقة

## تحذيرات
ينصح المرضى باجنب التعرض لأشعة الشمس والمصباح الشمسي، وباستخدام الواقي الشمسي بحال عدم القدرة على تجنبهم.